# 미랴나 카라노비치
미랴나 카라노비치(세르비아어: Мирјана Карановић / Mirjana Karanović, 1957년 1월 28일 ~ )는 세르비아의 배우, 영화 감독, 영화 각본가이다. 유고슬라비아 영화제 골든 아레나 여우주연상을 2회(1980, 1985) 수상자이다. 에미르 쿠스투리차 감독과 야스밀라 주바니치 감독과 자주 작업하는 것으로 유명하며, 세르비아와 유고슬라비아를 대표하는 최고의 배우 중 한 명으로 평가된다.

## 출연 작품
- 카탈리나 (2017)
- 트레인 드라이버스 다이어리 (2016)
- 어 굿 와이프 (2016)
- 넥스트 투 미 (2015)
- 쓰리 윈도우즈 앤 어 행잉 (2014)
- 더 리퍼 (2014)
- 큐어 - 더 라이프 오브 어나더 (2014)
- 모뉴먼트 투 마이클 잭슨 (2014)
- 더 트리 앤드 더 스윙 (2013)
- 월풀 (2012)
- 러브리스 조리츠사 (2012)
- 데스 오브 어 맨 인 발칸스 (2012)
- 기로에서 (2010)
- 히어 앤 데어 (2009)
- 미루스 (2007)
- 젊은 여자 (2006)
- 고 웨스트 (2005)
- 그르바비차 (2005)
- 삶은 기적이다 (2004)
- 목격자들 (2003)
- 슈퍼마켓의 야고다 (2003)
- 화약고 (1998)
- 언더그라운드 (1995)
- 기적의 시대 (1989)
- 만남의 장소 (1989)
- 아빠는 출장 중 (1985)